# Готова на всё
«Готова на всё» (англ. Malice) — детективный триллер Гарольда Беккера с Николь Кидман в главной роли.

## Сюжет
На фоне тихой жизни города при колледже Новой Англии разворачиваются леденящие душу события, необратимо вовлекая в запутанный узел интриг и предательства преуспевающего хирурга (Алек Болдуин), очаровательного покорителя женских сердец, молодого профессора колледжа и его красавицу-жену (Николь Кидман). В этом непредсказуемом фильме лёгких поворотов сюжета больше, чем в самом запутанном лабиринте. Поставленный режиссёром Гарольдом Беккером в лучших традициях Хичкока, он может служить лучшим образцом для учебника по написанию сценариев, постоянно удивляя и обескураживая зрителей, создавая мир, в котором никто на самом деле не является тем, кем кажется. Один из самых кассовых фильмов года в мировом прокате.

## В ролях
- Николь Кидман — Трэйси Кеннсинджер
- Алек Болдуин — доктор Джедд Хилл
- Билл Пуллман — Энди Сафиан
- Питер Галлахер — Деннис Райли
- Биби Нойвирт — Дана
- Гвинет Пэлтроу — Паула Белл
- Энн Бэнкрофт —  миссис Кеннсинджер
- Джордж К. Скотт — доктор Мартин Кесслер
- Тобин Белл — Эрл Лимус
- Дебра Фарентино — медсестра Таня
- Бренда Стронг — Клаудия, секретарь Райли
- Энн Кьюсак — официантка